# Kislángi-árok
A Kislángi-árok Kislángtól nyugatra ered, Fejér vármegyében. A patak forrásától kezdve előbb nyugati, majd déli irányban halad, míg végül Dégnél eléri a Bogárdi-vízfolyást.
A Kislángi-árok vízgazdálkodási szempontból az Észak-Mezőföld és Keleti-Bakony Vízgyűjtő-tervezési alegység működési területéhez tartozik.
A Kislángi-árok mentén az épített örökséget a kislángi Tamási Áron Általános Iskola 1906-ban épített épülete, Jézus Szíve plébánia, melynek temploma 1908-ban épült, Lonkai-kastély (1902) Mátyásdomb, Dég, Festetics-kastély. A dégi kastély parkja megyei jelentőségű természetvédelmi terület.
Kislángon tájház található.

## Part menti települések
- Kisláng
- Mátyásdomb
- Dég